# Chiridopsis nigropunctata
Chiridopsis nigropunctata (лат.) — вид жуков щитоносок (Cassidini) из семейства листоедов.
Индия: Сатара. Тело овальной формы, уплощённое, кремового цвета. Голова сверху не видна, так как прикрыта переднеспинкой.
Растительноядная группа, питаются растениями различных видов, в том числе из семейства Вьюнковые (Convolvulaceae): Argyreia elliptica; Ipomoea aquatica, Ipomoea batatas, Ipomoea fistulosa, Ipomoea violacea, Merremia emarginata
.